# Josip Reić
Josip Reić (* 24. Juli 1965 in Split) ist ein ehemaliger jugoslawischer Steuermann im Rudern, der 1980 eine Bronzemedaille im Zweier mit Steuermann gewann.

## Sportliche Karriere
1979 bildeten die bisher im Zweier ohne Steuermann erfolgreichen Zlatko Celent und Duško Mrduljaš vom Verein HVK Gusar in Split zusammen mit Josip Reić einen Zweier mit Steuermann. Bei den Weltmeisterschaften in Bled siegte der Zweier aus der DDR vor dem Boot aus der Tschechoslowakei. Bronze gewann die Crew aus den Vereinigten Staaten, die im Ziel 0,09 Sekunden Vorsprung vor den Jugoslawen hatte. Im gleichen Jahr fanden in Split die Mittelmeerspiele statt. Vor heimischem Publikum siegten die Jugoslawien vor den Italienern und den Franzosen. Im Jahr darauf bei den Olympischen Spielen 1980 in Moskau siegte der Zweier mit Steuermann aus der DDR mit 0,8 Sekunden Vorsprung auf das Boot aus der Sowjetunion. Mit anderthalb Sekunden Rückstand auf die Zweiten gewannen Celent, Mrduljaš und Reić die Bronzemedaille.